# Estación de Barcelona 1
Barcelona 1 fue la primera estación ferroviaria construida en Barcelona, y una de las siete primeras de la península ibérica. Era la cabecera de la línea Barcelona-Mataró, inaugurada en 1848, motivo por el que fue popularmente conocida como estación de Mataró.

## Ubicación
La estación estaba ubicada fuera de las murallas de Barcelona, al inicio del paseo de Don Carlos o del Cementerio (actualmente Doctor Aiguader), entre el paseo de Nacional (actualmente Juan de Borbón) y la plaza de toros El Torín. La parcela quedaba delimitada al sur por el pasaje de la Cadena (actualmente desaparecido). Se trataba de un emplazamiento estratégico, debido a su proximidad al puerto y al Portal de Mar, principal acceso de la Barcelona amurallada.

## Características y arquitectura
Las limitaciones impuestas por las autoridades militares obligaron a construir un edificio de viajeros de pequeñas dimensiones. Estaba formado por un cuerpo principal de planta rectangular (42x8,3 metros) y dos naves laterales (7x14 metros), que le daban al conjunto forma de U. Sobre la puerta de entrada principal había una torre con un reloj.
Adosado al edificio, en su parte posterior, se construyó un cobertizo de hierro de dos cuerpos (terminado en 1849), de 120 metros de largo, con techo vidrio y zinc. Este tinglado se destinó a cubrir las vías y andenes. El conjunto del recinto ferroviario se completaba con un depósito de agua, un almacén para el material rodante y las viviendas de los empleados.

## Historia
La concesión de la línea de ferrocarril entre Barcelona y Mataró fue otorgada por Real Orden de 23 de agosto de 1843 a un grupo de emprendedores encabezados por Miguel Biada y José María Roca, que a tal efecto constituyeron la Compañía del Camino de Hierro de Barcelona a Mataró, también conocida como Camino del Este.
La construcción de la estación terminal en Barcelona estaba prevista en las condiciones generales aprobadas por Real Orden de 15 de febrero de 1845. No obstante, el emplazamiento elegido, unos terrenos que pertenecían al glacis de la Fortaleza de la Ciudadela, conllevaron múltiples problemas burocráticos con las autoridades militares, que retrasaron las obras. Uno de los obstáculos fue la perforación de la caponera que unía la Ciudadela con el Fuerte de Don Carlos, ubicado en la playa, para permitir el paso de las vías, que fue autorizada por Real Orden de 8 de mayo de 1845. El 18 de diciembre de 1847 se adjudicaron las obras de construcción de la estación a Martí Audinis y Domènec Tomàs por 12.000 duros. Las obras finalizaron en abril de 1848 y la línea fue inaugurada el 28 de octubre de 1848.
En 1861 la compañía Camino de Hierro del Este se fusionó con la compañía Camino de Hierro del Norte, que explotaba la línea a Granollers, cuya estación de término (denominada Barcelona 2) se encontraba a un centenar de metros, al otro lado de la muralla de mar. Fruto de la fusión nació la compañía Caminos de Hierro de Barcelona a Gerona, posteriormente renombrada Barcelona a Francia por Figueras (BFF). A partir de 1865 la estación de Barcelona 1 dejó de utilizarse para el tráfico de pasajeros, rol que asumió la vecina Barcelona 2, y quedó destinada al tráfico de mercancías.
En 1870, con el derribo de las murallas, BFF presentó un anteproyecto para unir Barcelona 1 y Barcelona 2 en una única estación de carácter monumental, mediante el desvío del paseo del Cementerio, que separaba ambas instalaciones. El anteproyecto fue aprobado por la Real Orden del 25 de junio de 1871 y en 1874 el Ayuntamiento de Barcelona cedió unos terrenos obtenidos del derribo de la Ciudadela. No obstante, el proyecto quedó aparcado a causa de las sucesivas fusiones de la compañía, cuyo resultado fue que ambas estaciones quedaron integradas en la Red Catalana de MZA.
Con vistas a la Exposición Internacional (inicialmente prevista para 1917 pero celebrada en 1929), MZA retomó el proyecto de construcción de una estación monumental en Barcelona, que debía servir como término para todas sus líneas. Descartado el proyecto de unión de ambas estaciones, finalmente la MZA construyó Barcelona Término (actualmente Barcelona-Estación de Francia) en el mismo emplazamiento que Barcelona 2. Durante la construcción de la nueva terminal, durante los años 1920, la estación de Barcelona 1 fue derribada para levantar tres edificios destinados a alojar los servicios eléctricos (en la avenida Icaria, sobre el antiguo edificio de viajeros) y el economato para los trabajadores ferroviarios (en el paseo Nacional). Únicamente se conservaron los tinglados metálicos que, junto al resto de terrenos de la primitiva estación, se destinaron a talleres, bajo la denominación de Barcelona Apartadero.
Estas instalaciones funcionaron durante 60 años, hasta la transformación de la zona con motivo de los Juegos Olímpicos de 1992. En 1989 se desmantelaron los talleres y se derribaron los edificios de los años veinte, así como todas las instalaciones supervivientes de 1848. En su lugar se abrió la Ronda Litoral y se construyeron cinco bloques de viviendas.